# Risk Characterisation Ratio
Der Begriff Risk Characterisation Ratio (kurz RCR) stammt aus dem Umfeld der Verordnung (EG) Nr. 1907/2006 (REACH).
Im Rahmen der Stoffbewertung muss der Registrant/Inverkehrbringer (Hersteller oder Importeur) die Gefahrenbewertung für einen Stoff durchführen, wobei auch untersucht werden muss, ob der Stoff als PBT (persistent, bioakkumulativ oder toxisch), oder vPvB (sehr persistent oder sehr bioakkumulativ) einzustufen ist. Außerdem müssen Wirkschwellenwerte für die Umwelt und die menschliche Gesundheit abgeleitet werden. Für die Umwelt ist der Wirkschwellenwert als der PNEC-Wert (englisch Predicted No-Effect Concentration), also die Konzentration des Stoffes in der Umwelt, bei der keine schädlichen Effekte zu erwarten sind, definiert. Für die menschliche Gesundheit gilt entsprechend der DNEL-Wert (englisch Derived No-Effect Level). Für Stoffe, für die kein DNEL-Wert angegeben werden kann, wie mutagene Stoffe ohne eine untere Grenze, gilt der DMEL-Wert (englisch Derived Minimal Effect Level).
Für Stoffe, die als gefährlich eingestuft sind oder solche mit PBT- oder vPvB-Eigenschaften, muss in einer Expositionsbewertung außerdem die zu erwartende Konzentration in der Umwelt PEC (englisch Predicted Environmental Concentration) abgeschätzt werden. Aus PEC und PNEC wird dann in der Risikobewertung der Risikoquotient RCR (Risk Characterisation Ratio) für die Umwelt wie folgt errechnet:
{\displaystyle RCR={\frac {PEC}{PNEC}}}
Analog kann der RCR für die menschliche Gesundheit aus dem Expositionsgrenzwert, wie etwa dem Luftgrenzwert, und dem DNEL-Wert berechnet werden:
{\displaystyle RCR={\frac {Exposition}{DNEL}}}
Ist RCR größer als eins, besteht ein Risiko bei der Verwendung des Stoffes. In einem solchen Fall müssen Gefahren- oder Expositionsbewertung überprüft und/oder die möglichen Emissionen durch zusätzliche technische Maßnahmen verringert werden, bis die sichere Verwendung des Stoffes gewährleistet werden kann.